# سیمون ماتیا
سیمون ماتیا (انگلیسی: Simone Mattia؛ زادهٔ ۱۹ ژانویهٔ ۱۹۹۶) بازیکن فوتبال است.